# Eterno retorno

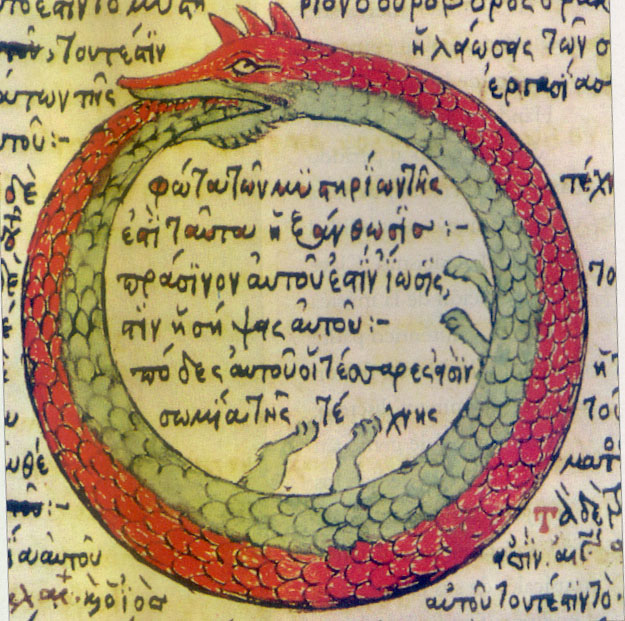
El uróboros simboliza el esfuerzo eterno, la lucha eterna, o el esfuerzo inútil, la naturaleza cíclica de las cosas, el eterno retorno y otros conceptos que vuelven a comenzar a pesar de las acciones para impedirlo.

El eterno retorno es una concepción filosófica del tiempo postulada en forma escrita por primera vez en Occidente por el estoicismo que planteaba una repetición del mundo en donde este se extinguía para volver a crearse. Bajo esta concepción, el mundo era vuelto a su origen por medio de una conflagración donde todo ardía en fuego. Una vez quemado, se reconstruía para que los mismos actos ocurrieran una vez más en él.
Para la filosofía oriental, la existencia sigue siendo un hecho cíclico, en donde cada acto, cada instante y acontecimiento se repetirán eternamente. En contraposición con la filosofía occidental, en el pensamiento oriental el eterno retorno llevará a la perfección del universo, pues en cada reinicio se pulirá cada hecho hasta ser perfecto.

## Generalidades
En el "eterno retorno" como en una visión circular del tiempo, los acontecimientos siguen reglas de causalidad. Hermes Trismegisto en su obra Kybalión fundamenta esta teoría considerando el ritmo en todo lo existente. Hay un principio del tiempo y un fin, que vuelve a generar a su vez un principio. Sin embargo, a diferencia de la visión cíclica del tiempo, no se trata de ciclos ni de nuevas combinaciones en otras posibilidades, sino que los mismos acontecimientos se repiten en el mismo orden, tal cual ocurrieron, sin ninguna posibilidad de variación. De esta forma, se asume que todo lo ocurrido y lo que ocurre en el universo, ocurrió ya y será así hasta el fin de los tiempos.
En su obra La gaya ciencia, Friedrich Nietzsche plantea que no sólo son los acontecimientos los que se repiten, sino también los pensamientos, sentimientos e ideas, vez tras vez, en una repetición infinita e incansable.
Esta idea fue también analizada por Schopenhauer en El mundo como voluntad y representación y su seguidor Nietzsche, en Así habló Zaratustra. Como expresión ha pasado a ser un tópico literario y cultural. En Así habló Zaratustra, el protagonista descubre esta visión del tiempo y queda desmayado por la impresión. Zaratustra despierta después de siete días de inconsciencia y sus animales lo halagan diciéndole que es el maestro del eterno retorno de lo mismo.
Sólo a través de la comprensión de que el "eterno retorno" incluye tanto los fracasos como los éxitos logra "despertar" del estado de trance en el que está, sabiendo que, aunque el hombre vuelva a ser mono, nuevamente Zaratustra aparecerá para predicar el Übermensch (superhumano o suprahombre), nuevamente se dará cuenta de lo que es el "eterno retorno" y nuevamente despertará.
En general, se le considera únicamente desde el punto de vista cronológico, en el sentido de repetición de lo sucedido. Pocas veces es pensado como uno de los conceptos más poderosos de la filosofía moral de todos los tiempos: obrar de modo que un horizonte de infinitos retornos no intimide, elegir de forma que si uno tuviera que volver a vivir toda su vida de nuevo, pudiera hacerlo sin temor. Nietzsche, en su teoría del eterno retorno, enseña sólo una cosa: el ser humano logrará transformarse en el Übermensch cuando logre vivir sin miedo, y por consiguiente, amar la vida, para así desear el eterno retorno.

## Historia y progreso
La idea de eterno retorno se refiere a un concepto circular de la historia o los acontecimientos. La historia no sería lineal, sino cíclica. Una vez cumplido un ciclo de hechos, estos vuelven a ocurrir con otras circunstancias, pero siendo, básicamente, semejantes.
Es propio del pensamiento occidental la idea de que el progreso es indefinido y siempre hacia adelante, sin embargo, en otros sistemas filosóficos, como los orientales, o en la filosofía de la historia de autores occidentales como Giambattista Vico, Maquiavelo o Polibio, se encuentra la idea de ciclos que se van perfeccionando, retornando eternamente hasta alcanzar la forma perfecta tras muchas fases erróneas, retomando así al samsara, una rueda que para varias religiones orientales representa la idea de que la existencia se repite una y otra vez.

## Literatura
En literatura se encuentran ejemplos notables de esta idea, como en Madame Bovary del escritor francés Gustave Flaubert o, en Cien años de soledad del colombiano Gabriel García Márquez.
Jorge Luis Borges usó la idea del eterno retorno como tema para algunos de sus cuentos. Asimismo, le dedicó dos noticias asombrosas, en las que exploró los precedentes (y algunas variaciones) de esa visión ("La doctrina de los ciclos" y "El tiempo circular", en Historia de la eternidad).
Hermann Hesse en su novela Siddhartha hace uso de este concepto cuando su protagonista, quien lleva el mismo nombre de la obra, mira cómo la historia de desobediencia y sufrimiento que vivieron él y su padre respectivamente se repite entre él y su hijo.
De forma parecida, Manuel Vilas en su novela Ordesa explica cómo se repite entre sus hijos y él la escasa atención y el desafecto que tuvo con sus padres antes de que estos fallecieran, y muestra su convicción en que también está llamado a repetirse en sus hijos el amor y arrepentimiento que posteriormente él experimenta.
La idea del eterno retorno también forma parte central de la obra del escritor checo Milan Kundera La insoportable levedad del ser, en donde relaciona el concepto de gravedad o pesadez con el eterno retorno (tal como lo hiciera Nietzsche), lo cual se encuentra según el autor en oposición a la levedad, caracterizada por una condición de frivolidad propia de la posmodernidad. Los personajes desarrollan sus historias y su interacción social en medio de la dicotomía de la pesadez y la levedad.
En La historia interminable, de Michael Ende (capítulo XII), cuando la Emperatriz Niña le ordena al Viejo de la Montaña Errante que le cuente la historia interminable, el Viejo le advierte que en ese caso tendría que escribirla otra vez, y lo que escriba sucederá de nuevo, dando lugar a un "final sin final": entrarían al círculo del Eterno Retorno, del cual es imposible salir. En la novela, la imagen del símbolo del esplendor -el Áuryn- representa la idea del Eterno Retorno: dos serpientes entrelazadas que se muerden la cola mutuamente.

## El mito del eterno retorno
El filósofo e historiador de las religiones Mircea Eliade escribió El mito del eterno retorno, aplicando el concepto a lo que ve como una creencia religiosa universal en la capacidad de volver a la edad mítica (edad de oro) a través del mito y el rito. Describe un proceso (distintamente no espontáneo) que depende del comportamiento humano y que no coincide con la teoría del eterno retorno concebido como un proceso matemáticamente inevitable.

## Teorema de la recurrencia de Poincaré
Se ha señalado una conexión meramente formal entre el concepto de eterno retorno, y el teorema de la recurrencia de Henri Poincaré. En él se propone que un sistema con una cantidad finita de energía y confinado en un volumen espacial finito e invariable en el tiempo; retornará, tras un tiempo lo suficientemente largo, a un estado arbitrariamente próximo al inicial. Ese tiempo puede llegar a ser mucho mayor que el que se predice como tiempo total de vida del universo (10^19 segundos) en algunos cálculos cosmológicos (véase Edad del Universo y Destino último del Universo).

## El eterno retorno y Nietzsche
El concepto de eterno retorno ocupa un lugar central en ciertas obras del autor alemán Friedrich Nietzsche. La idea del eterno retorno aparece explícitamente mencionada en La Gaya Ciencia (1882) y en Así Habló Zaratustra (1885). En Ecce Homo (1888), escribió que el pensamiento del eterno retorno era la «concepción fundamental» de Así habló Zaratustra.
Como señala Heidegger en sus conferencias sobre Nietzsche es que este concepto es una cuestión hipotética en lugar de un hecho. Según Heidegger, es la carga impuesta por la cuestión de la recurrencia eterna —si tal cosa podría ser cierta o no— lo que es muy significativo en el pensamiento moderno. Si fuese posible, nuestra opinión sobre las maneras correctas de vivir la vida podría cambiar radicalmente. Especialmente, en el contexto Europeo Occidental Cristiano, el punto de vista enfatiza una vida futura eterna en el cielo, como también el renacimiento cíclico de la doctrina Budista, ambos fuertemente criticados por Nietzsche.
Principalmente se trata de un método o principio para juzgar la propia vida. "Si tuviera que vivir esta vida una y otra vez, ¿Cómo lo haría?" La respuesta a esta pregunta se reproduce en la propia vida y se convierte en un principio moral orientador. La idea está orientada a vivir la vida de una forma intensa, dando la vida por nuestra virtud (como el volatinero de Así Habló Zaratustra), evitando y alejándose del rebaño, y creando una nueva tablilla de valores, meramente valuada por aquellos que estén en camino a ser Superhombres. La doctrina de Nietzsche no es en absoluto nihilista, pero su complejidad puede inducir a confusión. La idea primordial de Nietzsche en Así Habló Zaratustra, trata principalmente de ser un superhombre entre hombres y que únicamente abrazando al dolor y a la soledad, se puede llegar a tan brillante y dorado destino. El eterno retorno es la doctrina de vida del superhombre, dispuesto a crear una nueva moral, y destruir aquella moral mermada y corrompida por el cristianismo, junto a aquellos rebaños que obedecen y a 
aquellos pastores que la predican. El superhombre viviría su vida, una y otra vez, sin arrepentirse jamás de alguna de sus decisiones, ya que las mismas le llevaron a crear una nueva forma de anhelar la vida, la creación de nuevos principios y valores, en la cual él mismo, es su juez y su verdugo.
Esta posibilidad se nos muestra terrible, ya que, según Friedrich Nietzsche, la mayoría de las personas viven la vida sin la intensidad necesaria y sin la pretensión y anhelo de convertir cada instante de ella en algo maravilloso en sí mismo hasta el punto de justificar la existencia. Nietzsche afirma que el «superhombre» (uno que se eleva por encima) es quien considera el eterno retorno como algo positivo, ya que ha sido capaz de crear una vida tan intensa que la posibilidad de que esta pueda ser repetida infinitas veces le parece maravillosa. Ante la elección de repetir la misma vida o de tener otra vida diferente, el superhombre desearía volver a vivir la vida que tiene.